# Mödling
Mödling este un oraș în Austria Inferioară, Austria.

## Personalități
Aici a activat sora Maria Restituta Kafka, arestată de Gestapo direct din sala de operație a spitalului orășenesc. Unul din clopotele bisericii romano-catolice din Möding este dedicat surorii Maria Restituta.

### Personalități născute aici
- Franz I (1853 - 1938), prinț de Liechtenstein;
- Robert Lamezan de Salins (1869 - 1930), general, diplomat;
- Dorit Kreysler (1909 - 1999), actriță;
- Michael Spindelegger (n. 1959), politician;
- Petra Blazek (n. 1987), handbalistă.